# Hełm Mk. 3

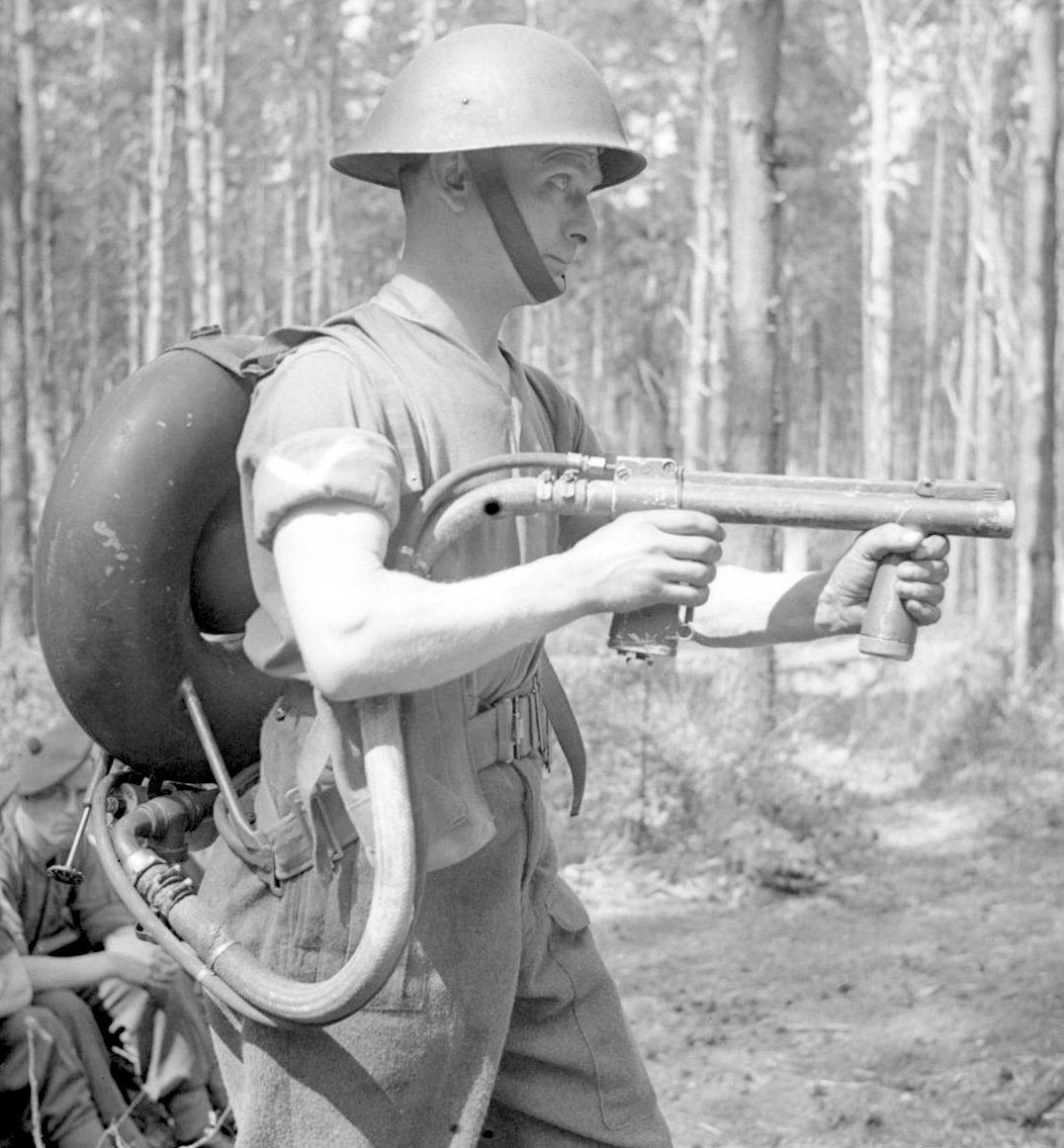
Żołnierz brytyjski w hełmie Mk. 3

Hełm Mk. 3 (żartobliwie „żółw”) – przepisowy hełm Brytyjskich Sił Zbrojnych w późnym okresie II wojny światowej. Następca hełmu Mk. 2.

## Historia
Nowy hełm został opracowany w 1941 roku. Wydano go po raz pierwszy jednostkom brytyjskim i kanadyjskim przed operacją Overlord (1944). Hełm Mk. 3 stanowił spory krok naprzód w stosunku do poprzednika. Miał inny kształt niż poprzednik, był głębszy. Zrezygnowano też z ronda (zbędne w warunkach II wojny światowej). Zapewniał on o 38% lepszą ochronę niż Mk. 2. 

### Kolejne konstrukcje
Po II wojnie światowej został zastąpiony przez hełm Mk. 4. Był to nieco zmodyfikowany hełm Mk. 3, główną różnicą było przesunięcie punktów mocowania paska pod brodę (tak aby możliwe było wykorzystanie hełmu do transportu wody). Z kolei hełmy Mk. 4 zostały zastąpione hełmami Mk. 5 (jedyna różnica to zastąpienie dotychczasowego fasunku nowszą konstrukcją).
Tak więc czerep hełmu Mk. 3 był w użyciu aż do 1985 roku, po czym został zastąpiony hełmem Mk. 6.